# Aue (Zwischenahner Meer)
Die Aue (Ausspracheⓘ) ist ein etwa 44 Kilometer langes Fließgewässer im niedersächsischen Landkreis Ammerland in Deutschland.
Sie fließt in den Gemeinden Wiefelstede, Bad Zwischenahn, Edewecht, Apen und Barßel. Bis zur Mündung bei Barßel ändert sie noch zweimal ihren Namen.

## Oberlauf
Die Aue entspringt im Norden von Wiefelstede als Auebach. Der mündet nach 10,6 km von Nordosten in das Zwischenahner Meer, beim gleichnamigen Ortsteil Aue. Er ist zwar vom Namen her und auch nach der hydrografischen Einteilung der Oberlauf der Aue, aber zwei andere Zuflüsse des Binnensees sind länger und haben größere Einzugsgebiete:
| GKZ    | Name            | Länge    | Einzugsgebiet | Ursprung–Barßeler Tief |
| ------ | --------------- | -------- | ------------- | ---------------------- |
| 388211 | Auebach         | 10,62    | 15,89 km²     | 46,1 km                |
| 388212 | Halfsteder Bäke | 11,96 km | 32,56 km²     | 47,8 km                |
| 388214 | Otterbäke       | 12,19 km | 29,75 km²     | 47,2 km                |

Der Unterschied der Rangfolgen der Bachlängen bis zum See und der Fließwege von den Ursprüngen bis zur Mündung bei Barßel ergibt sich aus den unterschiedlich langen Wegen (hypothetische Seeachsen) durch den See.

## Unterlauf

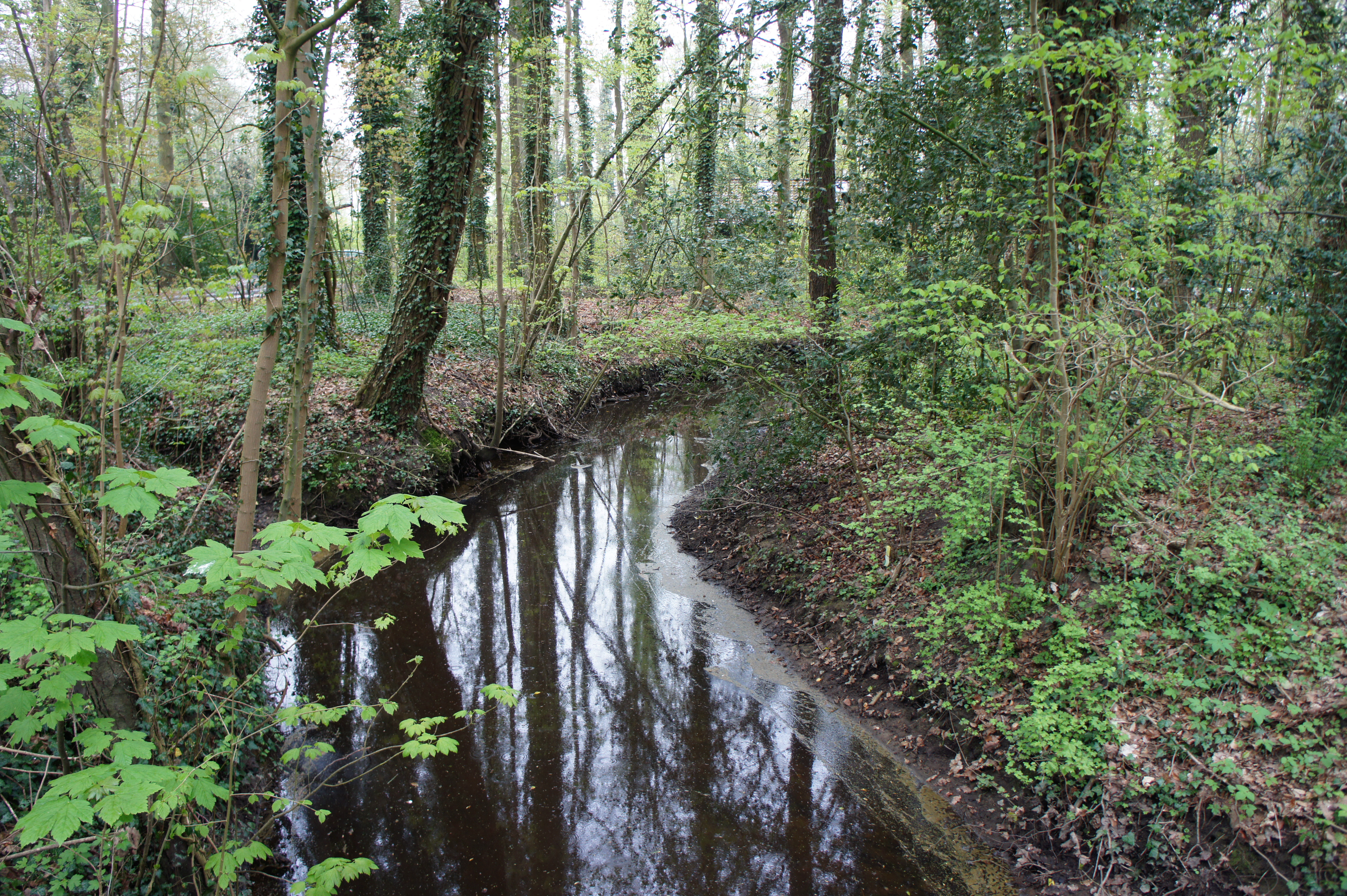
Der Auebach kurz vor der Mündung in das Zwischenahner Meer

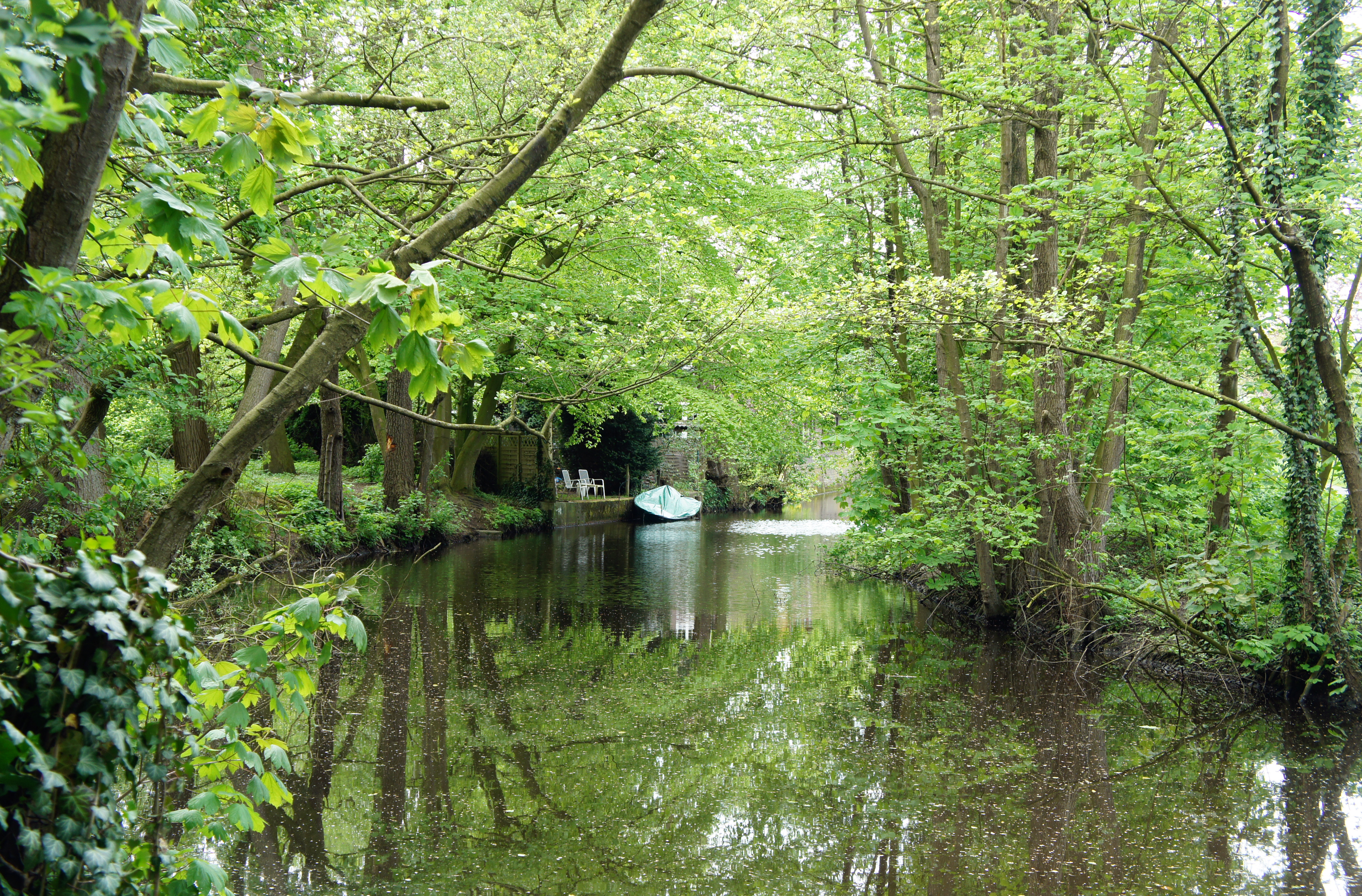
Aue in Bad Zwischenahn

Nachdem sie das Zwischenahner Meer durchflossen hat, bildet sie im Süden des Meeres bei Eyhausen neben der Speckener Bäke einen von zwei Abflüssen des Zwischenahner Meeres. Von Eyhausen fließt sie westlich am Kurort Bad Zwischenahn vorbei in südwestlicher Richtung und vereinigt sich bei Ekern mit der Speckener Bäke. Im Süden von Edewecht macht der Flusslauf einen großen Bogen, nimmt dort die Vehne auf und fließt anschließend in nordwestlicher Richtung nach Godensholt. Ab der Bauerschaft Osterscheps schwankt der Wasserstand der Aue zunehmend durch den Tidenhub der Ems.
Da sich südlich von Edewecht die Wassermassen der Aue durch den Zufluss der Vehne nahezu verdoppeln und sich der Abfluss durch zahlreiche Mäander verzögerte, war hier das Aueumland bei Hochwasser häufig großflächig überflutet. Um dies zu vermeiden, wurde 1957/1958 der Flusslauf im Bereich Süddorf/Osterscheps umgelegt und begradigt.
Ab Godensholt wird die Aue zum Godensholter Tief. Sie fließt weiter in westlicher Richtung, wo sie bei Nordloh zum Nordloher Tief wird. Im Nordwesten von Barßel vereint sie sich mit der Soeste zum Barßeler Tief. Diese beiden sind obere Flussabschnitte der Jümme.
Bei Tange bildet die Aue für einige Kilometer die Grenze zwischen dem Ammerland und dem Landkreis Cloppenburg. Historisch bildete der Unterlauf der Aue zwischen der Einmündung der Vehne bis zum Barßeler Tief bis 1803 die Grenze zwischen dem Herzogtum Oldenburg und dem Niederstift Münster.